# Edutainment (album des Boogie Down Productions)
Albums de Boogie Down Productions
Ghetto Music: The Blueprint of Hip Hop
(1989) Live Hardcore Worldwide
(1991)
Singles
1. Love's Gonna Get'cha (Material Love)
Sortie : 5 juillet 1990
2. Ya Know the Rules
Sortie : 1990

Edutainment est le quatrième album studio des Boogie Down Productions, sorti le 17 juillet 1990.
L'album s'est classé 9e au Top R&B/Hip-Hop Albums et 32e au Billboard 200 et a été certifié disque d'or par la Recording Industry Association of America (RIAA) le 10 octobre 1990.

## Contenu
Le thème des chansons se concentre sur l'afrocentrisme et la sociologie politique. Il y a dans l'album six interludes (Exhibits A à F) qui parlent du peuple noir. On y retrouve en featuring Kwame Ture, un leader du Mouvement des droits civiques aux États-Unis et du Black Power.

## Liste des titres
| No  | Titre                                     | Contient un (des) sample(s) de | Durée |
| --- | ----------------------------------------- | --- | ----- |
| 1.  | Exhibit A                                 | | 1:40  |
| 2.  | Blackman in Effect                        | | 4:40  |
| 3.  | Ya Know the Rules                         | T.L.C. de l'Average White Band | 3:49  |
| 4.  | Exhibit B                                 | | 0:51  |
| 5.  | Beef                                      | Chanting de Rasa | 2:30  |
| 6.  | House Nigga's                             | Reach Out de l'Average White Band The Assembly Line des Commodores | 4:32  |
| 7.  | Exhibit C                                 | | 0:14  |
| 8.  | Love's Gonna Get 'Cha (Material Love)     | I've Been to the Mountain Top de Martin Luther King Rocket in the Pocket (Live) de Cerrone Love's Gonna Get You de Jocelyn Brown This Is Your Brain on Drugs du Partnership for a Drug-Free America Spring Ain't Here de Pat Metheny | 6:40  |
| 9.  | 100 Guns                                  | Ebony and Ivory de Paul McCartney et Stevie Wonder | 3:57  |
| 10. | Ya Strugglin' (featuring Kwame Ture)      | Bowlegs de Funk, Inc. | 3:13  |
| 11. | Breath Control II                         | Wang Dang Doodle de Koko Taylor | 3:55  |
| 12. | Exhibit D                                 | | 0:40  |
| 13. | Edutainment                               | | 3:04  |
| 14. | The Homeless                              | Man in the Street de Don Drummond and The Skatalites Hey Pocky A-Way des Meters | 2:24  |
| 15. | Exhibit E                                 | | 0:38  |
| 16. | The Kenny Parker Show                     | Your Love de James Brown | 5:29  |
| 17. | Original Lyrics (featuring Special « K ») | Now That You Got It de Millie Jackson | 4:03  |
| 18. | The Racist                                | Nose Job de James Brown | 3:22  |
| 19. | 7 Dee Jays                                | Mellow Madness de Quincy Jones featuring Paulette McWilliam | 9:18  |
| 20. | 30 Cops or More                           | | 4:03  |
| 21. | Exhibit F                                 | | 0:55  |